# Бад Бухау
Бад Бухау (њем. Bad Buchau) град је у њемачкој савезној држави Баден-Виртемберг. Једно је од 45 општинских средишта округа Биберах. Према процјени из 2010. у граду је живјело 4.036 становника. Посједује регионалну шифру (AGS) 8426013.

## Географски и демографски подаци
Бад Бухау се налази у савезној држави Баден-Виртемберг у округу Биберах. Град се налази на надморској висини од 592 метра. Површина општине износи 23,8 km². У самом граду је, према процјени из 2010. године, живјело 4.036 становника. Просјечна густина становништва износи 170 становника/km².

## Међународна сарадња
| Мјесто | Држава    | Врста сарадње | Од    |
| ------ | --------- | ------------- | ----- |
|        | Француска | партнерство   | 1993. |
| Извор  |           |               |       |